# Каменецк
Каменецк — село в Адамовском районе Оренбургской области. Входит в состав Брацлавского сельсовета.

## География
Расположено на реке Джарлы в 39 км к северо-востоку от Адамовки и в 140 км от Орска, по реке в этом месте проходит граница с Казахстаном. Имеется подъездная автодорога от Адамовки (через Брацлавку).

## История
Село основано в 1907 г. переселенцами из Подольской губернии (Каменец-Подольской). По названию прежнего места жительства переселенцев село и получило название

## Население
| 2010 |
| ---- |
| 192  |